# Osama Kamal
Osāma Kamāl (in arabo أسامة كمال‎?; Zagazig, 5 aprile 1959) è un politico e ingegnere egiziano, che dal 2012 al 2013 è stato ministro del petrolio.

## Biografia
Dopo essersi laureato in Ingegneria chimica nel 1982 all'Università del Cairo, lavora come ingegnere operativo fino al 1984 presso l'Engineering for the Petroleum & Process Industries (ENPPI), dove poi dirige i progetti principali. Nel 2000 entra nel consiglio di amministrazione della Petrojet, che lascia nel 2002 per partecipare come amministratore della Egyptian Petrochemicals Holding (ECHEM). Dal marzo 2009 è presidente e amministratore delegato di Misr Fertilizers Production Company (MOPCO). Dall'agosto 2012 entra nel governo di Hisham Muhammad Qandil in qualità di ministro del petrolio, incarico che lascia nel maggio 2013.